# Chacomylus
Chacomylus es un género extinto de Condilartro que vivió en la Formación Nacimiento (Estados Unidos) durante el Paleoceno hace entre 66,043-63,3 millones de años aproximadamente. Fue nombrado por primera vez por Thomas e. Williamson y Anne Weil en 2011 y la especie tipo es  Chacomylus sladei.